# مگان فرزی
مگان فرزی (انگلیسی: Megan Frazee؛ زادهٔ ۲۹ مارس ۱۹۸۷) بازیکن بسکتبال اهل ایالات متحده آمریکا است.